# Guéhébert
Guéhébert település Franciaországban, Manche megyében. Lakosainak száma 130 fő (2018. január 1.). Guéhébert Saint-Denis-le-Vêtu, Grimesnil, Lengronne, Le Mesnil-Aubert, Roncey és Trelly községekkel határos.

## Népesség
A település népességének változása:
| Lakosok száma | 181  | 152  | 139  | 135  | 140  | 112  | 115  | 125  | 127  | 130  |
|               | 1968 | 1975 | 1982 | 1999 | 2006 | 2011 | 2013 | 2016 | 2017 | 2018 |